# مردانی که دنیا را نجات می‌دهند
«مردانی که دنیا را نجات می‌دهند» (مالایی: Lelaki Harapan Dunia) فیلمی بین‌المللی (محصول ۴ کشور مالزی، هلند، آلمان، فرانسه) در سبک کمدی است که در سال ۲۰۱۴ منتشر شد.